# Pardoxia graellsii
Pardoxia graellsii är en fjärilsart som beskrevs av Joachim Francois Philiberto de Feisthamel 1837. Pardoxia graellsii ingår i släktet Pardoxia och familjen trågspinnare. Inga underarter finns listade i Catalogue of Life.

## Bildgalleri

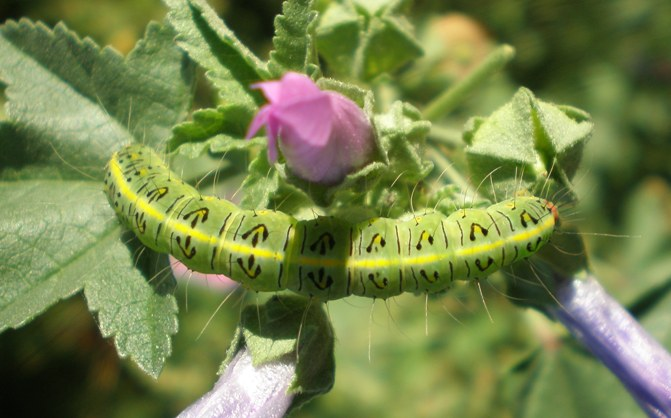